# R. A. Salvatore
Robert Anthony Salvatore (Leominster, Massachusetts, 20 de enero de 1959) es un escritor estadounidense de fantasía y ciencia ficción conocido por sus novelas de Reinos Olvidados, Star Wars y Guerras demoníacas. Es el creador del personaje de Drizzt Do'Urden, el más popular de todas las series de Reinos Olvidados.

## Biografía
Robert es el más joven de una familia de siete hermanos. Durante la secundaria se interesó por la literatura fantástica después de leer El Señor de los Anillos de J. R. R. Tolkien, que le habían regalado en Navidad.
Comenzó a publicar varias series de libros en el universo de Reinos Olvidados, mientras que su renombre aflojó últimamente debido a sus sagas de las guerras del demonio y a sus libros de las guerras de dos estrellas. Uno de sus personajes más populares es Drizzt Do'Urden, un drow, o elfo oscuro.
Además de sus novelas, Salvatore escribió la historia para los videojuegos de PS2, Xbox y PC, trabajando con el equipo de diseño en los estudios de Stormfront.
En 2000, la correspondencia y trabajos inéditos de Salvatore fueron donados a la Universidad del Estado de Fitchburg para crear la “colección de R.A. Salvatore.”
Actualmente reside en Massachusetts.

### Entrevistas
- Entrevista con Jay Tomio Archivado el 9 de diciembre de 2006 en Wayback Machine. para Fantasybookspot.com
- Entrevista para SFFWorld.com
- Entrevista para Wotmania.com
- Entrevista para Flames Rising
- Entrevista para Lavender Eyes
- Entrevista para CNN Archivado el 20 de junio de 2007 en Wayback Machine. El hombre que mató a Chewbacca

- Datos: Q316431
- Multimedia: Robert Anthony Salvatore / Q316431